# Niviventer hinpoon
Niviventer hinpoon é uma espécie de roedor da família Muridae.
Apenas pode ser encontrada na Tailândia.